# Брвениця
Брвениця (мак. Брвеница) — село у Північній Македонії, адміністративний центр общини Брвениця, що в Полозькому регіоні країни.
Громада складається з — 2918 осіб (перепис 2002): македонців — 2834, сербів — 68, боснійців — 1, та інших етносів 15.